# Kapisa
Kapisa è una provincia dell'Afghanistan di 382 600 abitanti, che ha come capoluogo Mahmud-e-Eraqi. Confina con le province di Panjshir a nord, di Laghman a est, di Kabul a sud e di Parvan a ovest.

## Suddivisioni amministrative
La provincia è suddivisa in sette distretti:

Distretti di Kapisa.

- Alasay
- Hesa Awal Kohistan
- Hesa Duwum Kohistan
- Koh Band
- Mahmud Raqi
- Nijrab
- Tagab